# Sveriges kulturminister
Sveriges kulturminister, formellt statsråd och chef för Kulturdepartementet, är det statsråd i regeringen som handhar frågor om kulturpolitik, medier, trossamfund och begravningsverksamhet. Kulturministern leder Kulturdepartementet och ingår därmed i den grupp av statsråd som också är departementschefer. Kulturministerns närmsta medarbetare är den politiskt tillsatte statssekreteraren. 
Före 1 december 1991 handlades frågorna på Utbildningsdepartementet. Från den 1 december 1991 till den 31 december 2004 samt efter den borgerliga regeringens tillträde 2006 finns ett särskilt kulturdepartement. Mellan 2004 och 2006 handlades frågorna i Utbildnings- och kulturdepartementet. 

## Lista över Sveriges kulturministrar
Listan har strukturerats efter år, kulturministerns namn, den tidsperiod personen var kulturminister samt vilken titel statsrådet hade. Kulturdepartementet avvecklades 2004 och blev en del av Utbildnings- och kulturdepartementet. Efter den borgerliga valsegern 2006 återuppstod Kulturdepartementet som eget departement. Bengt Göransson har innehaft ämbetet längst tid, 8 år, 361 dagar, följd av Marita Ulvskog, 8 år, 175 dagar.
| Namn        | Namn                    | Bild | Född                                                 | Tillträde         | Frånträde         | Död              | Politisk tillhörighet | Regering             | Källor    |
| ----------- | ----------------------- | ---- | ---------------------------------------------------- | ----------------- | ----------------- | ---------------- | --------------------- | -------------------- | --------- |
|             | Bengt Göransson         |      | 25 juni 1932 i Stockholm                             | 8 oktober 1982    | 4 oktober 1991    | 16 juni 2021     | Socialdemokraterna    | Palme II             |           |
| Carlsson I  | Bengt Göransson         |      | 25 juni 1932 i Stockholm                             | 8 oktober 1982    | 4 oktober 1991    | 16 juni 2021     | Socialdemokraterna    |                      |           |
| Carlsson II | Bengt Göransson         |      | 25 juni 1932 i Stockholm                             | 8 oktober 1982    | 4 oktober 1991    | 16 juni 2021     | Socialdemokraterna    |                      |           |
|             | Birgit Friggebo         |      | 25 december 1941 i Falköping i Västergötland         | 4 oktober 1991    | 7 oktober 1994    |                  | Folkpartiet           | C. Bildt             |           |
|             | Margot Wallström        |      | 28 september 1954 i Kåge i Skellefteå i Västerbotten | 7 oktober 1994    | 22 mars 1996      |                  | Socialdemokraterna    | Carlsson III         |           |
|             | Marita Ulvskog          |      | 4 september 1951 i Luleå i Norrbotten                | 22 mars 1996      | 13 september 2004 |                  | Socialdemokraterna    | Persson              |           |
|             | Pär Nuder               |      | 27 februari 1963 i Täby i Uppland                    | 13 september 2004 | 1 november 2004   |                  | Socialdemokraterna    | Persson              |           |
|             | Leif Pagrotsky          |      | 20 oktober 1951 i Göteborg                           | 1 november 2004   | 6 oktober 2006    |                  | Socialdemokraterna    | Persson              |           |
|             | Cecilia Stegö Chilò     |      | 25 mars 1959 i Linköping i Östergötland              | 6 oktober 2006    | 16 oktober 2006   | 15 februari 2025 |                       | Moderaterna          | Reinfeldt |
|             | Lars Leijonborg         |      | 21 november 1949 i Täby i Uppland                    | 16 oktober 2006   | 24 oktober 2006   |                  | Folkpartiet           |                      | Reinfeldt |
|             | Lena Adelsohn Liljeroth |      | 24 november 1955 i Spånga i Uppland                  | 24 oktober 2006   | 2 oktober 2014    |                  | Moderaterna           |                      | Reinfeldt |
|             | Alice Bah Kuhnke        |      | 21 december 1971 i Malmö i Skåne                     | 3 oktober 2014    | 21 januari 2019   |                  | Miljöpartiet          | Löfven I             |           |
|             | Amanda Lind             |      | 2 augusti 1980 i Uppsala i Uppland                   | 21 januari 2019   | 30 november 2021  |                  | Miljöpartiet          | Löfven II Löfven III |           |
|             | Jeanette Gustafsdotter  |      | 24 december 1965 i Göteborg i Västergötland          | 30 november 2021  | 18 oktober 2022   |                  | Socialdemokraterna    | Andersson            |           |
|             | Parisa Liljestrand      |      | 15 mars 1983 i Iran                                  | 18 oktober 2022   |                   |                  | Moderaterna           | Kristersson          |           |
| Namn        | Namn                    | Bild | Födelse                                              | Tillträde         | Frånträde         | Död              | Politisk tillhörighet | Regering             | Källor    |